# Vitaliano Borromeo
Pour les articles homonymes, voir Vitalien.
Pour les articles homonymes, voir Borromeo.
 Vitaliano Borromeo (né le 3 mars 1720 à Milan et mort le 7 juin 1793 à Rome) est un cardinal italien du XVIIIe siècle.

## Biographie
Vitaliano Borromeo exerce des fonctions au sein de la Curie romaine. Il est nommé archevêque titulaire de Thèbes (de) en 1756 et est consacré par Giorgio Doria avec comme co-consécrateurs Nicolò Lercari et Giovanni Battista Giampè. Il est envoyé comme nonce apostolique à Florence (en) puis en Autriche (en) en 1759. 
Le pape Clément XIII le crée cardinal  lors du consistoire du 26 septembre 1766. Borromeo est légat apostolique de Romandiola (it). Il participe aux conclaves de 1769 (élection de Clément XIV) et de 1774-1775 (Pie VI) et est préfet de la Congrégation de l'immunité ecclésiastique. 
Vitaliano Borromeo est l'oncle du cardinal Giovanni Archinto, l'arrière-grand-oncle d'Edoardo Borromeo (1868). Les autres cardinaux de sa famille sont : Carlo Borromeo (1560),  Federico Borromeo (1587), Giberto Borromeo (1652), Federico Borromeo (1670) et Giberto Borromeo (1717).